# Kajászó
Kajászó község Magyarországon, Fejér vármegyében, a Martonvásári járásban.

## Fekvése
Budapesttől 35 kilométerre délnyugatra fekszik, körülbelül félúton a főváros és Székesfehérvár között, a Váli-völgyben, az M7-es autópályától 2 kilométerre, a Baracska-Alcsútdoboz közti 8111-es út mentén.

## A település nevének eredete
A római birodalmat keletről megtámadó hunok a mai Százhalombatta térségénél keltek át a Dunán, és jelentős ütközet zajlott a közeli Tárnok-völgyben. Az ütközetben a hun Keve vezér is elesett, akit a monda szerint itt temettek el. Egyes források szerint maga Attila vezér is itt nyugszik.
A település neve is innen eredeztethető: eredetileg Keveháza, majd Keveaszó, (Cuwe azoa, Keueozou), később Keazó, végül mai kiejtéssel Kajászó lett. Kajászón azonban továbbra is őrzik Keve emlékét: a helyi termelőszövetkezet neve Keve Rt, a sportegyesületé pedig Keve SC.
A falu védőszentje, Szent Péter után a település neve 1491-től Kajászószentpéter, amelyet a kommunista uralom idején a Belügyminisztérium 1950-ben Kajászóra rövidített.

## Története
Kajászó igen ősi település: az ásatások tanúsága szerint már Krisztus előtt 1600 körül lakott volt. A Római Birodalom idején Pannónia provincia egyik településeként szintén lakott volt, amit római kori villamaradványok bizonyítanak. Korabeli római nevét nem ismerjük.
A török hódoltság vége felé, 1686-ra a sorozatos fosztogatások nyomán Kajászó teljesen elnéptelenedett, és csak 1710 tájékán igyekeztek újratelepíteni a földbirtokosok.
A napóleoni háborúk idején a magyar területek jelentősége megnőtt: a birodalom részéről egyre nagyobb volt az igény a mezőgazdasági termékekre, állatokra. A település örvendetes fellendülésnek indult: a falu szinte teljesen újjáépült, felvirágzott.
Ettől fogva az első világháborúig a fejlődés kiegyensúlyozott, szinte töretlen. A világháborúban szinte minden családnak volt halottja: később emlékművet emeltek a hősi halottak tiszteletére.
A két világháború között Kajászó ismét felvirágzik: főként a tejtermelés, hiszen a közeli Budapest hatalmas felvevőpiac. A gazdák megerősödnek: szövetkezetet hoznak létre, tejbegyűjtő állomást építenek. A község a szarvasmarha-tartásban országos hírnévre tett szert.
A második világháború során a frontvonal többször átvonul Kajászón oda-vissza, és a pusztulás ennek megfelelően óriási: alig maradt ép ház, élő állat, élelmiszer a faluban.
A kommunizmus évei alatt a téeszesítésnek esik áldozatul a két háború közötti tevékeny időszak összes eredménye. Kajászó az országos fejlesztésekből többnyire kimarad, a közművesítés is nagyon sokára kezdődik meg.

## Kajászó ma

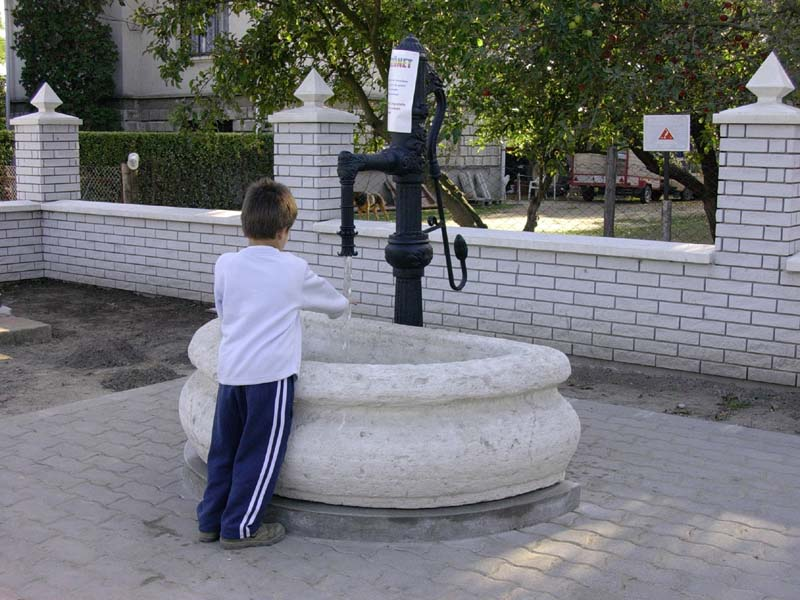
A Rákóczi úton lévő artézi kút

A közelmúltban a község ismét fejlődésnek indult. A lakosság lélekszáma folyamatosan növekszik. A településen komoly beruházások és fejlesztések valósultak meg az 1990-es és 2000-es években. Most már minden közmű jelen van: víz, villany, gáz, csatorna, széles sávú internet. 2003-ban megtörtént a felszínivíz-elvezetés teljes kiépítése is.
2007-ben került át a község az Ercsi kistérségből a Bicskei kistérségbe.
Kajászón több vállalkozás, cég megtelepedett, zöldmezős beruházást hajtva végre.
A település környéke tereplovaglásra kiváló lehetőségeket biztosít. Az autópálya közelsége, a változatos, ám szelíd domborzat, a lovak számára kiváló talajminőség, a főváros "budai oldalához" a legközelebbi nagy kiterjedésű, lovaglásra alkalmas területet méltán csalogatja a lovassport hódolóit.
A 2007/2008-as labdarúgó-bajnokságot megnyerte az ifjúsági csapat. Korábban is voltak hasonló sikereik. Többször második, ill. harmadik helyezést értek el.
2011. június 4-én felavatták a település rovásos helynévtábláját.

## Közélete

### Polgármesterei
- 1990–1994: Ifj. Böcz Gábor (független)[7]
- 1994–1998: Böcz Gábor (független)[8]
- 1998–1999: Böcz Gábor (független)[9]
- 1999–2002: Nyolcas Béláné (független)[10]
- 2002–2006: Cziglánné Murányi Eszter (független)[11]
- 2006–2007: Cziglánné Murányi Eszter (független)[12]
- 2007–2010: Mohácsi Györgyné Keszthelyi Mária (független)[13][14]
- 2010–2014: Mohácsi Györgyné (független)[15]
- 2014–2019: Mohácsi Györgyné (független)[16]
- 2019–2024: Császár Roland (független)[17]
- 2024– : Császár Roland (Fidesz-KDNP)[1]

A község rendszerváltás utáni első polgármestere, Böcz Gábor korábban három éven keresztül, 1987-1990 között tanácselnökként is irányította Kajászót. 1999 nyarán lemondott tisztségéről – ami miatt 1999. szeptember 26-án időközi polgármester-választást kellett tartani a faluban –, később viszont egy időben képviselőként és alpolgármesterként tért vissza a település közéletébe.
A 2002. október 20-án megtartott önkormányzati választás érdekessége volt Kajászón, hogy az országos átlagot jóval meghaladó számú, összesen 7 jelölt indult el a község polgármesteri címéért. Ilyen nagy számú jelöltre abban az évben az egész országban csak 24 település lakói szavazhattak, ennél több (8 vagy 10) polgármesteri aspiránsra pedig hét másik településen volt példa.
A következő önkormányzati ciklusban, 2007. július 6-án időközi polgármester-választást kellett tartani a községben, az előző polgármester lemondása miatt. A posztért ez évben is aránylag nagy számú, 6 jelölt indult, de a győztes egymaga is bőven megszerezte a szavazatok abszolút többségét, 58 %-ot meghaladó eredményével.

## Népesség
A település népességének változása:
| Lakosok száma | 1042 | 1046 | 1035 | 1138 | 1207 | 1177 | 1207 |
|               | 2013 | 2014 | 2015 | 2021 | 2022 | 2023 | 2024 |

A 2011-es népszámlálás során a lakosok 85,3%-a magyarnak, 0,4% cigánynak, 0,7% németnek mondta magát (14,6% nem nyilatkozott; a kettős identitások miatt a végösszeg nagyobb lehet 100%-nál). A vallási megoszlás a következő volt: római katolikus 24,7%, református 30,6%, evangélikus 2,2%, görögkatolikus 0,2%, felekezeten kívüli 15,7% (25,4% nem nyilatkozott).
2022-ben a lakosság 89,2%-a vallotta magát magyarnak, 0,5% lengyelnek, 0,5% cigánynak, 0,5% németnek, 0,2% ukránnak, 0,2% ruszinnak, 0,1-0,1% horvátnak és románnak, 2,7% egyéb, nem hazai nemzetiségűnek (10,5% nem nyilatkozott; a kettős identitások miatt a végösszeg nagyobb lehet 100%-nál). Vallásuk szerint 20,6% volt református, 17,6% római katolikus, 0,7% evangélikus, 0,6% görög katolikus, 0,1% izraelita, 0,1% ortodox, 0,6% egyéb keresztény, 0,8% egyéb katolikus, 18,4% felekezeten kívüli (39,9% nem válaszolt).

## Látnivalók
- Református templom
- Artézi-kút a Rákóczi úton
- I. és II. világháborús emlékmű
- Trianon zászló

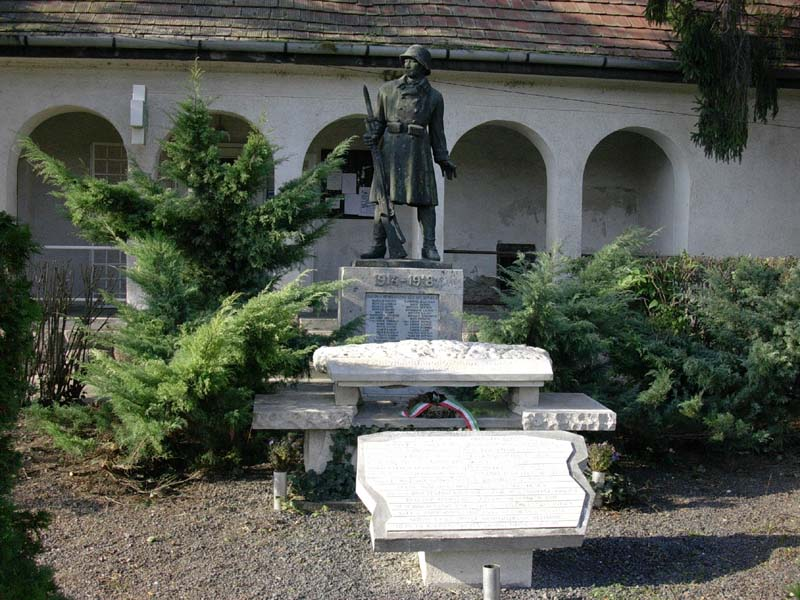
I. világháborús emlék a falu központjában

- Focipálya, ahol a kajászóiak fociznak
- Löszfal II. világháborús légópincével
- Helytörténeti gyűjtemény
- Katolikus kápolna
- Lovardák
- Borház

## Itt született
- 1750-ben báró Andrássy János vezérőrnagy
- 1815-ben Gaál Imre református lelkész
- 1823-ban Szántó Eleázár iskolaigazgató
- 1930-ban Borsányi Gábor Tapolca város zenepedagógusa
- 1948-ban Bagó Gizella magyar opera- és kamaraénekes, művésztanár

## További információk

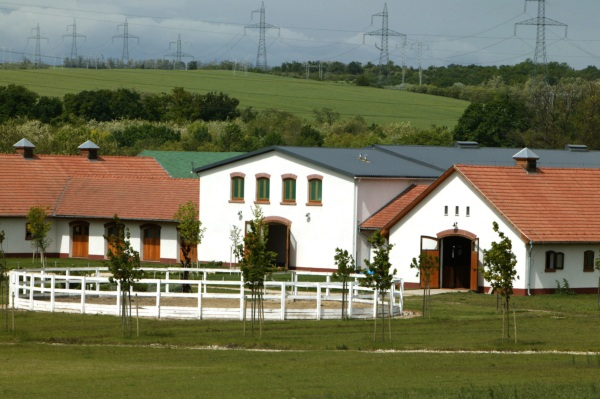
Kajászó-Szentpéterpuszta Lovarda